# Euryopis cyclosisa
Espèce
Euryopis cyclosisa est une espèce d'araignées aranéomorphes de la famille des Theridiidae.

## Distribution
Cette espèce est endémique de Hong Kong en Chine,.

## Publication originale
- Zhu & Song, 1997 : A new species of the genus Euryopis from China (Araneae: Theridiidae). Acta Arachnologica Sinica, vol. 6, no 2, p. 93-95.